# الخط الزمني لمعدات الحوسبة قبل 1950
بدأت محاولات الإنسان منذ فجر التاريخ لإيجاد آلة تقوم بالعمليات الحسابية نيابة عنه وتختصر الوقت والجهد المبذول في التفكير. وكانت أولى صور هذه الآلة هي العدّاد (Abacus). ويعتبر العدّاد أول آلة حاسبة عرفها الإنسان، اخترعها البابليّون في العراق في القرن الرابع قبل الميلاد.
توالت جهود الإنسان فيما بعد لتطوير أنظمة العدّ والنظريّات الرياضية لتسهيل إجراء العمليّات الحسابية، ومن هذه المحاولات اختراع العالم الهندي بنغالا (Pingala) لنظام العدّ الثّنائي (Binary System) في القرن الثالث قبل الميلاد، والذي يعتبر اليوم النظام الرئيس الذي يعمل من خلاله الكمبيوتر الحديث.
تطوّرت أنظمة العدّ مع الزمن، ولكنّ العمليات الحسابية بقيت معقّدة حتى بداية القرن التاسع الميلادي، عندما أدخل العرب الرقم ’صفر’ على النظام الحسابي، واستخدموا اللوغاريتمات وطوّروها بإنشائهم للجداول اللوغاريتميّة (ويرجع الفضل أصلاً في اختراع الرقم صفر - في العام 500 قبل الميلاد- واللوغاريتمات - في العام 200 قبل الميلاد- لعلماء الرياضيات في الهند القديمة)، كما حدّد العلماء المسلمون المنازل العشرية للأرقام (آحاد، عشرات، مئات، ألوف...) ممّا بسّط العمليات الحسابيّة كثيراً.
وفي عام 1614م أصدر العالم الإسكتلندي جون نابير (John Napier) كتاباً ثوريّاً استخدم فيه اللوغاريتمات لإجراء عمليّات حسابيّة كانت مستحيلة، ساهمت لتطوّر الكثير من العلوم كعلم الفلك والمساحة والملاحة، إضافة للرياضيات. لذلك اعتبرت اللوغاريتمات وقبل اختراع الكمبيوتر الحديث الوسيلة المثلى لإجراء الحسابات بسرعة ودقة واتقان.
في عام 1623م وضع الأستاذ الجامعي الألماني ويلهلم شيكارد (Wilhelm Schickard ) نموذجاً لأول آلة حاسبة ميكانيكية. وكان بإمكان هذه الآلة إجراء عمليات حسابية مكونة من 6 منازل. ولكنّ آلته لم تدخل حيّز التنفيذ.
في عام 1642م بنى العالم الفرنسي بليز باسكال (Blaise Pascal ) أول آلة حاسبة قادرة على القيام بعمليات حسابية فعليّة لأرقام مكونة من 8 منازل.
في عام 1801م اخترع العالم جوزيف ماري (Joseph-Marie) نولاً ميكانيكياً (آلة للحياكة)، يتمّ التّحكم به عن طريق البطاقات المثقّبة (Punch Cards).
و البطاقة المثقّبة عبارة عن بطاقة صغيرة الحجم مصنوعة من الورق المقوّى، تحتوي على عدّة ثقوب مرتّبة بنسق معين. وتمثل هذه الثقوب «البيانات» اللازمة لتغذية الآلة بالبرنامج المحدّد للحركة. وقد استخدمت البطاقة المثقبة لفترة طويلة خلال القرن العشرين ( حتى بداية السبعينات تقريباً ) كأداة أساسية لتغذية الكمبيوتر الحديث بالبيانات.
في عام 1820م أو 1821م تبنّى العالم البريطاني تشارلز بابيج (Charles Babbabe) فكرة البطاقة المثقّبة لصناعة أول كمبيوتر ميكانيكي حقيقي عرفه التاريخ يدار بواسطة محرّك بخاري. وقد أسماه الآلة التحليليّة (Analytical Engine)، وكان لهذه الآلة القدرة على حلّ المسائل الرياضيّة (الجمع خلال 3 ثواني، والضرب والقسمة خلال 3- 4 دقائق) على أرقام مكونة من 40 منزلة. كما كان لها القدرة على استخدام العمليّات الشرطيّة (Conditional Operations) وعمليّات الدورانlooping)). كما أتاحت هذه الآلة إمكانيّة خزن البيانات (Memory).
وقد أرست هذه الآلة قواعد البرمجة الحديثة للكمبيوتر.

## اقرأ أيضا
- Z4 (كمبيوتر)